# Rhexia bistriga
Rhexia bistriga är en insektsart som beskrevs av Walker. Rhexia bistriga ingår i släktet Rhexia och familjen hornstritar. Inga underarter finns listade i Catalogue of Life.